# Midnight Ride (singolo)
Midnight Ride è un brano del cantante country sudafricano Orville Peck, realizzato in collaborazione con la cantautrice australiana Kylie Minogue e il produttore statunitense Diplo.
Il singolo è stato pubblicato il 7 giugno 2024 come parte dell’album di duetti di Peck,  Stampede. Il brano è incluso anche nel diciassettesimo album in studio della Minogue, Tension II (2024).

## Descrizione
Il 1º giugno 2024, Kylie Minogue ha citato un tweet di Orville Peck, pubblicato sette mesi prima, alimentando le voci su una possibile collaborazione tra i due artisti. Il giorno seguente, Kylie, durante il suo show all’Outloud Music Festival in occasione del WeHo Pride, ha invitato Peck e Diplo sul palco per eseguire Midnight Ride per la prima volta dal vivo.
Peck ha definito Midnight Ride una canzone "disco-country", che unisce gli elementi musicali di entrambi gli artisti. Dopo la performance, sono stati attivati i link per il pre-salvataggio, e il singolo è stato pubblicato ufficialmente il 7 giugno 2024.